# Strmec pri Destrniku
Strmec pri Destrniku – wieś w Słowenii, w gminie Destrnik. W 2018 roku liczyła 39 mieszkańców.